# Ausschuss für europäische Angelegenheiten und Kontrolle der EU-Fonds
Der Ausschuss für europäische Angelegenheiten und Kontrolle der EU-Fonds ist einer der 17 ständigen Ausschüsse in der 41. Nationalversammlung der Republik Bulgarien.

## Aufgaben
Der Ausschuss hat die Aufgabe, die effektive Umsetzung des EU-Rechts in der bulgarischen Gesetzgebung, Entwürfe von EU-Rechtsvorschriften zu prüfen, sowie politische Kontrolle über die Ausgabe der aus europäischen Fonds und Programmen stammenden Mittel auszuüben. Die Tätigkeit des Ausschusses ermöglicht es der Bulgarischen Nationalversammlung, im politischen Dialog mit den europäischen Institutionen bei wichtigen Themen der europäischen Tagesordnung teilzunehmen und seine neuen Befugnisse gemäß dem Vertrag von Lissabon auszuüben.
Die Tätigkeit des Ausschusses für europäische Angelegenheiten und Kontrolle der EU-Fonds wird gemäß Art. 18, Para. 2, Punkt 17 und Art. 23, Para. 1 der Organisations- und Geschäftsordnung der Bulgarischen Nationalversammlung ausgeführt.
Jeden Mittwoch finden regelmäßige Treffen des Ausschusses in der Nationalversammlung, Platz Alexander I in Sofia, Bulgarien statt. Um volle Transparenz zu gewährleisten, sind die Sitzungen der Kommission offen und es werden regelmäßig Neuigkeiten, vollständige Abschriften der Sitzungen, Berichte der durchgeführten Anhörungen und Stellungnahmen zu den behandelten Gesetzesentwürfen auf ihrer Website veröffentlicht.
Außer den mit den definierten parlamentarischen Funktionen und Aufgaben verbundenen Tätigkeiten, bemüht sich der Ausschuss, die aktuellen Themen aus der europäischen Tagesordnung näher an die Bürger zu bringen.
Ausdruck hierfür sind verschiedene unternommene Initiativen, wie z. B. die Schaffung eines europäischen Raumes in der Nationalversammlung, der Start des Diskussionsforums „Europäische Gespräche im Parlament“, die Bildung eines „Rates für öffentliche Beratung“, der die Tätigkeit des Ausschusses unterstützt, sowie die Beteiligung der Mitglieder der Kommission an Seminaren, Diskussionsrunden und Konferenzen.

## Geschichte
Der Ausschuss für europäische Angelegenheiten und Kontrolle der EU-Fonds ist mit der Organisations- und Geschäftsordnung der 38. Bulgarischen Nationalversammlung als spezialisierte parlamentarische Struktur Rat für europäische Angelegenheiten bei den Verhandlungen über den Beitritt Bulgariens in die Europäische Union, gegründet worden. Er setzte sich aus einem Vorsitzenden, einem stellvertretenden Vorsitzenden, je drei Abgeordneten aus jeder Fraktion, sowie Mitglieder des Präsidiums des Gemischten Parlamentarischen Ausschusses „Bulgarien – Europäische Union“ zusammen. Vorsitzender des Rates für europäische Angelegenheiten war der Vorsitzende der Nationalversammlung Yordan Sokolov.
Während des Mandates der 39. Nationalversammlung wurde der Ausschuss unter dem Namen Ausschuss für europäische Integration etabliert. Während dieser Zeit waren seine Hauptfunktionen mit der Formierung und Umsetzung der Vorbereitung des Beitritts Bulgariens in die Europäische Union verbunden. Die Hauptaufgabe bestand in der Beurteilung der Vereinbarkeit der Gesetzesvorschläge mit dem Europarecht, was die Regierung bei der Umsetzung des nicht geringen Ausmaßes des acquis communautaire unterstützt hat. Zum Vorsitzenden des Ausschusses wurde Daniel Valchev gewählt.
Während der 40. Nationalversammlung, nach dem Beitritt Bulgariens in die Europäische Union am 1. Januar 2007 ist der Schwerpunkt der Tätigkeit des Ausschusses, der mittlerweile in Ausschuss für europäische Angelegenheiten umbenannt wurde, in Richtung Beteiligung Bulgariens in Entscheidungsfindungsprozessen auf europäischer Ebene verlagert worden. Vorsitzende des Ausschusses waren in dieser Zeit Atanas Paparizov (24. August 2005 bis 20. Mai 2007) und Mladen Chervenyakov (28. September 2007 bis 25. Juni 2009).
Mit der Organisations- und Geschäftsordnung der 41. Nationalversammlung bekommt der Ausschuss ab 2009 die zusätzliche Funktion der Kontrolle über die Verwaltung der Fonds und Programme der Europäischen Union in Bulgarien. Er wird in Ausschuss für europäische Angelegenheiten und Kontrolle der EU-Fonds umbenannt. Sein erster Vorsitzender wurde Svetlin Tanchev, der im Juli 2010 durch Monika Panayotova ersetzt wurde – beide sind Mitglieder der politischen Partei GERB.

## Zusammensetzung des Ausschusses
Der Ausschuss besteht aus 18 Abgeordneten und einem Sekretariat, das sich aus einem Team von fünf Experten, sowie Praktikanten aus Hochschulen im In- und Ausland zusammensetzt.

## Funktionen
Die Funktionen des Ausschusses sind in folgende Hauptbereiche aufgeteilt:
1. Parlamentarische Aufsicht und Kontrolle der EU-Angelegenheiten, darunter:
  - Kontrolle der Umsetzung der EU-Gesetzgebung;
  - Kontrolle der Subsidiarität und der Verhältnismäßigkeit nach dem Vertrag von Lissabon – mit dem Inkrafttreten des Vertrages von Lissabon im Dezember 2009 wird die Rolle des bulgarischen Parlaments im gesamten Entscheidungsfindungsprozess auf EU-Ebene geändert und gestärkt, indem die Möglichkeit wahrgenommen wird, sich aktiver an das so genannte „Frühwarnsystem“ zu beteiligen und Einwände gegen bestimmte europäische Legislativvorschläge zu äußern, wenn diese dem Prinzip der Subsidiarität widersprechen. In diesem Zusammenhang hat die Nationalversammlung das Verfahren für den Umgang mit Entwürfen der EU eingeleitet, um die Kontrollen zur Subsidiarität innerhalb der vom Vertrag von Lissabon festgesetzten Frist von 8 Wochen durchzuführen.
  - Politischer Dialog mit den europäischen Institutionen.
2. Parlamentarische Aufsicht und Kontrolle über die Verwendung von Mitteln aus EU-Fonds und Programmen durch regelmäßige Anhörungen von Vertretern der  exekutiven Gewalt, die für die Verwaltung der verschiedenen EU-Programme und Finanzinstrumente verantwortlich sind. Basierend auf den durchgeführten Anhörungen, bereitet der Ausschuss regelmäßige Berichte (Zwischen- und Jahresberichte) für die Verwaltung der EU-Mittel in Bulgarien vor;
3. Kontinuierlicher Dialog mit den Strukturen der Zivilgesellschaft bei der Planung und Partizipation in der Politik mit Hilfe des von dem Ausschuss geschaffenen Rates für öffentliche Konsultationen;
4. Inter-parlamentarische Zusammenarbeit – Teilnahme an der Konferenz der Ausschüsse für die Angelegenheiten der Europäischen Union der Mitgliedstaaten und der Kandidatenländer Conférence des Organes Spécialisés dans les Affaires Communautaires (COSAC), sowie Partizipation an interparlamentarischen Treffen auf bilateraler und multilateraler Ebene.

## Jährliches Arbeitsprogramm der Nationalversammlung zu EU-Fragen
Die Befugnisse des Ausschusses in Bezug auf EU-Angelegenheiten werden in Kapitel 10 der Geschäftsordnung der Organisation und Vorgehensweise der Nationalversammlung – „Parlamentarische Aufsicht und Kontrolle über die Angelegenheiten der Europäischen Union“, detailliert beschrieben, wobei die wichtigsten Punkte im jährlichen Arbeitsprogramm der Nationalversammlung über die Angelegenheiten der EU dargelegt sind.
Nach dem Inkrafttreten des Vertrags von Lissabon hat die Nationalversammlung einen innovativen Ansatz zur Entwicklung des jährlichen Arbeitsprogramms über die Angelegenheiten der EU unter Einbeziehung aller Beteiligten Akteure (Europäische Kommission, Europäisches Parlament, Europäischer Rat, Nationalversammlung und Ministerrat) durchgesetzt. Das jährliche Arbeitsprogramms der Bulgarischen Nationalversammlung basiert auf den wichtigsten Prioritäten des Arbeitsprogramms der Europäischen Kommission sowie auf den Prioritäten des Dreiervorsitzes der EU und setzt dadurch einen zusätzlichen strategischen Schwerpunkt bei der Arbeit der Nationalversammlung bei wichtigen nationalen und europäischen Themen. Leitprinzip bei der Gestaltung des jährlichen Arbeitsprogramms ist es, vorrangig Projekte aus den so genannten neuen Dateien oder Akten einzugliedern, bei denen die Nationalversammlung Kontrolle in Übereinstimmung mit dem Subsidiaritätsprinzip ausüben kann. So wird das jährliche Arbeitsprogramm der Nationalversammlung zusätzlich zu einem strategischen Dokument, durch welches das bulgarische Parlament sich an der Gesetzgebungsprozess auf EU-Ebene beteiligt.
Diesem neuen Ansatz folgend, wurden die jährlichen Arbeitsprogramme der Nationalversammlung für 2011 und 2012 vollkommen in Einklang mit dem Arbeitsprogramm der EK und unter breiter Beteiligung von führenden Persönlichkeiten der EK ausgearbeitet. Bei der Vorbereitung des jährlichen Arbeitsprogramms der Nationalversammlung für 2011 stellte die EU-Kommissarin für internationale Zusammenarbeit, humanitäre Hilfe und Krisenreaktion, Kristalina Georgieva, auf Initiative des Ausschusses den bulgarischen Volksvertretern die Hauptprioritäten des Arbeitsprogramms der EK für 2011 vor. Diese Tradition wurde auch bei der Vorbereitung des jährlichen Arbeitsprogramms der Nationalversammlung für 2012 fortgesetzt, wobei der Vizepräsident der EK und Kommissar für Interinstitutionelle Beziehungen und Verwaltung Maroš Šefčovič die bulgarischen Volksvertreter mit den Prioritäten des Arbeitsprogramms der EK für 2012 bekannt machte.

## Rat für öffentliche Beratung beim Ausschuss
Der Rat für öffentliche Beratung wurde im März 2010 auf der Grundlage von Art. 13 der Vorschriften über die Organisation und Tätigkeit des Ausschusses für europäische Angelegenheiten und Kontrolle der EU-Fonds als unterstützendes Beratungsorgan gegründet. Das Ziel dieses Rates ist den Ausschuss bei der Ausübung seiner Funktionen und in Bezug der Ausübung der Parlamentarischen Aufsicht und Kontrolle der EU-Angelegenheiten und der Verwendung von Mitteln aus EU-Fonds und Programmen zu konsultieren. Mitglied im Rat sind mehr als 60 Organisationen: Arbeitgeber, Gewerkschaften, Nichtregierungsorganisationen (NGO), wissenschaftliche Institute u. a. In dieser Form leistet der Rat einerseits wertvolle Unterstützung für den Ausschuss und schafft andererseits Grundlagen zur Verwirklichung eines konstruktiven Dialogs zwischen den Vertretern der Zivilgesellschaft, der Legislative und der Exekutive. Bestimmend für die Arbeit des Rates sind die Vorschriften über die Organisation und Tätigkeit.
Entsprechend der Anstrengungen zur Verbesserung der Informiertheit der Zivilgesellschaft in einem breiten Spektrum zum Thema EU – Mitgliedschaft Bulgariens führt der Rat für öffentliche Beratung Sitzungen zu aktuellen Themen der Europäischen Tagesordnung durch – „Europa 2020“ – Strategie für ein intelligentes, nachhaltiges und integriertes Wachstum, Europäisches Semester, die Einheitliche Europäische Akte (EEA), die Zukunft der Kohäsionspolitik 2014–2020, die Jugendarbeitslosigkeit und die Perspektiven zur Schaffung von Arbeitsplätzen für junge Menschen.

## Europa – Gespräche im Parlament
Geleitet vom Gedanken, den Bürgern Europa – Themen verständlicher zu machen und näher zu bringen, startete 2011 auf Initiative des Ausschusses und unter der Schirmherrschaft der Vorsitzenden der Nationalversammlung, Frau Tsetska Tsatscheva, die Aktion „Europäische Gespräche im Parlament“ – ein Forum, welches sich der Gewährleistung von Publizität widmet und der Aufforderung zur Diskussion über die emblematischsten Ereignisse und Prozesse der Europäischen Tagesordnung. Die Anstrengung des Ausschusses ist es, mittels der öffentlichen Debatten im Rahmen dieser Initiative, den aktiven und direkten Dialog mit der Zivilgesellschaft, der Privatwirtschaft, den Nichtregierungsorganisation und den akademischen Kreisen zu aktuellen und strategischen Fragen der Entwicklung Europas zu vertiefen. Die Gesprächsrunden werden im Plenarsaal der Nationalversammlung durchgeführt und werden online und in Echtzeit auf der WEB – Seite des Parlaments übertragen.
Die erste öffentliche Debatte einer Reihe von Diskussionen zum Thema „Europäische Gespräche im Parlament“ wurde am 19. Dezember 2011 durchgeführt und war dem Thema „Zwei Jahre nach Lissabon – wohin, Europa?“ gewidmet. Die Debatte würdigte den zweiten Jahrestag des Inkrafttretens des Vertrages von Lissabon. Herausragend waren Lektoren und Diskussionsteilnehmer wie Jean-Dominique Giuliani – Präsident der Stiftung „Robert  Schumann“ und Elmar Brok, Mitglied des EP und Vorstandsmitglied der EVP.
Die zweite öffentliche Debatte wurde am 12. März 2012 durchgeführt und war dem Thema „Europa der Solidarität und/oder Europa des Egoismus?“ gewidmet. Spezielle Gäste des Ereignisses sind Kristalina Georgieva EU – Kommissarin für Internationale Zusammenarbeit, humanitäre Hilfe und Krisenreaktion, Daniel Gros – Direktor des Zentrums für europäische politische Forschung, Alexander Andreev – Chefredakteur der bulgarischen Redaktion des Radiosenders „Deutsche Welle“.